# ستژگوم (استان اشوی‌داشکسیه)
ستژگوم (به لهستانی: Strzegom) یک منطقهٔ مسکونی در لهستان است که در گمینا رتویانه واقع شده‌است. ستژگوم ۱۷۶٫۲ متر بالاتر از سطح دریا واقع شده‌است.